# Sentier de grande randonnée 60
Le sentier de grande randonnée 60 (GR 60) est un sentier de grande randonnée de 177 km reliant le signal de Mailhebiau en Lozère à Saint-Mathieu-de-Tréviers dans l'Hérault.

## Informations
Ce sentier de grande randonnée français relie un volcan de l'Aubrac, le signal de Mailhebiau à la commune de Saint-Mathieu-de-Tréviers. Il mesure environ 177 km. Le dénivelé positif cumulé est de 4 540 mètres. L'altitude minimale est de 92 mètres et l'altitude maximale est de 1 542 mètres au passage au pied du mont Aigoual.

## Communes et lieux traversés
Ce GR traverse les communes suivantes : Saint-Germain-du-Teil, Banassac, La Canourgue, Sainte-Enimie, Hures-la-Parade, Saint-André-de-Majencoules, Saint-Julien-de-la-Nef, Ganges, Laroque, Saint-Bauzille-de-Putois, Brissac, Notre-Dame-de-Londres, Saint-Martin-de-Londres et Cazevieille.
Le GR passe par quelques refuges dont le refuge des Rajas.
On retrouve des lieux et endroits marquants tels que le mont Aigoual, le château de Sallèles (transformé en hôtel), le dolmen de Chardonnet, l'église de Champerboux, les sources de l'Hérault, la chapelle Saint-Cyprien, le château de Laroque, la grotte des Demoiselles, le ravin des Arcs, la chapelle Saint-Gérard, le plan d'eau de la Jasse.

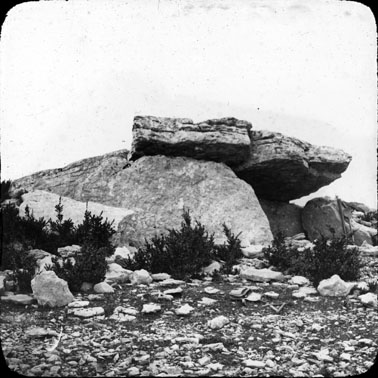
Le dolmen de Chardonnet.
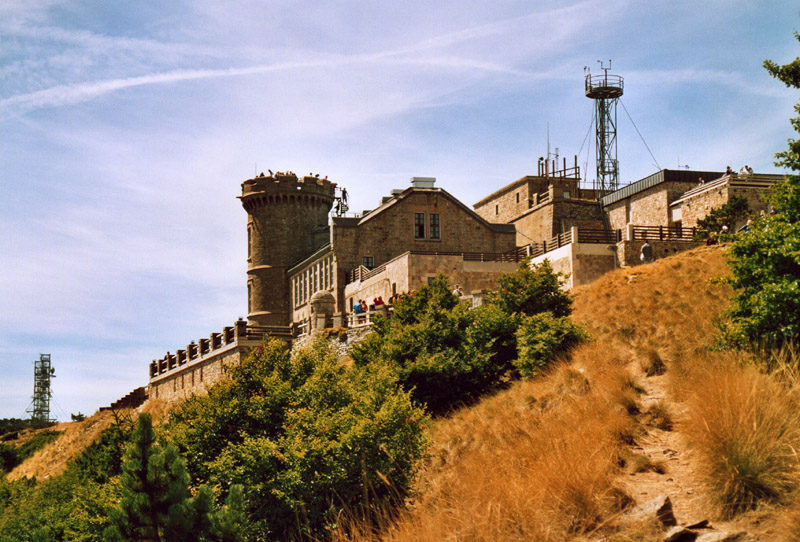
L'observatoire du mont Aigoual.